# Samuel McLean

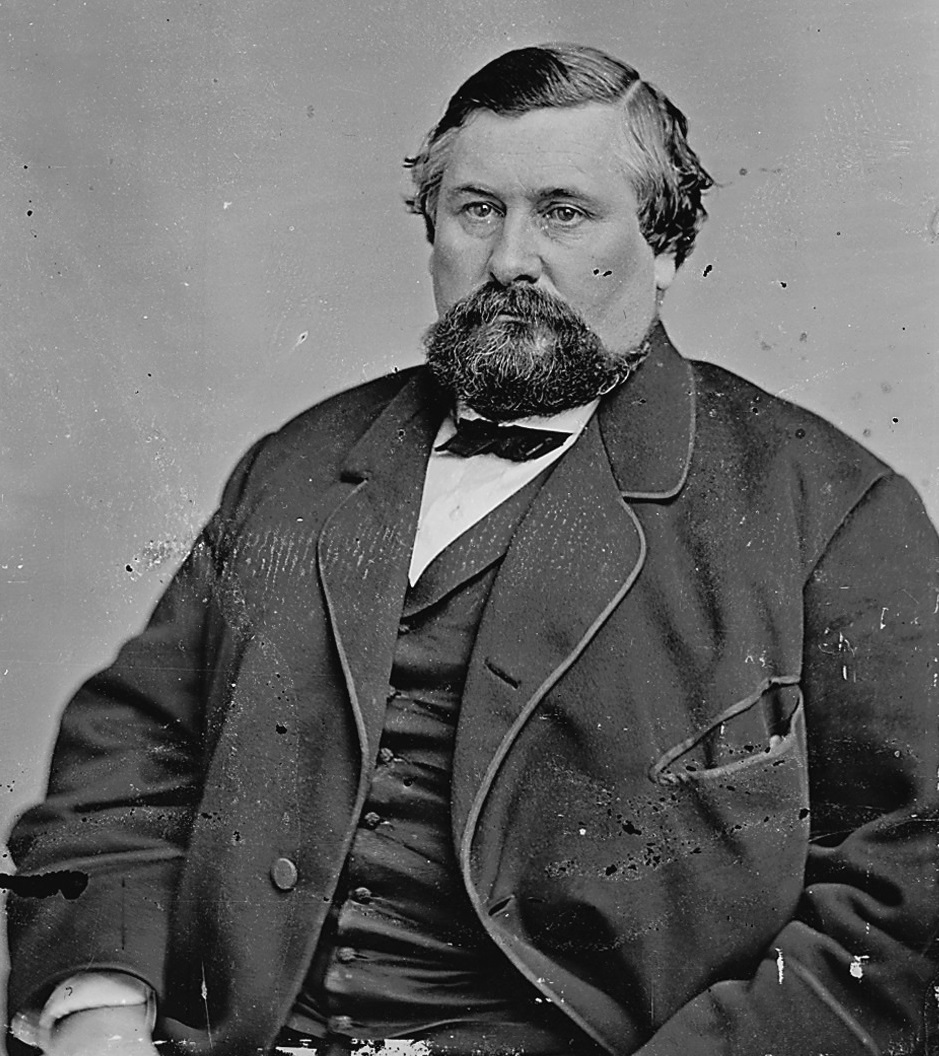
Samuel McLean

Samuel McLean (* 7. August 1826 in Summit Hill, Carbon County, Pennsylvania; † 16. Juli 1877 in Burkeville, Virginia) war ein US-amerikanischer Politiker. Zwischen 1864 und 1867 vertrat er das Montana-Territorium im US-Repräsentantenhaus.

## Frühe Jahre
Samuel McLean besuchte die öffentlichen Schulen in Wyoming Valley in Pennsylvania und das Lafayette College in Easton, ebenfalls in Pennsylvania. Nach einem anschließenden Jurastudium wurde er 1849 als Rechtsanwalt zugelassen. Daraufhin begann er in seinem Heimatstaat in seinem neuen Beruf zu praktizieren. Von 1855 bis 1860 war er Bezirksstaatsanwalt im Carbon County. Danach zog er nach Westen, wo er im Jahr 1860 Attorney General im damaligen Jefferson-Territorium, dem heutigen Staat Colorado, wurde.

## Politische Laufbahn
McLean wurde Mitglied der Demokratischen Partei. Nach der Gründung des Montana-Territoriums wurde er als erster Delegierter dieses Gebiets in das US-Repräsentantenhaus entsandt. Dort vertrat er zwischen dem 6. Januar 1865 und dem 3. März 1867 sein Territorium. Aufgrund der Tatsache, dass Montana noch kein Bundesstaat der Vereinigten Staaten war, hatte Samuel McLean kein Stimmrecht im Kongress. Im Jahr 1866 verzichtete er auf eine erneute Kandidatur.

## Weiterer Lebenslauf
Samuel McLean wurde später Präsident seiner McLean Silver Mining Company. Danach zog er nach Virginia, wo er in der Nähe von Burkesville eine Plantage bewirtschaftete. Dort ist er im Jahr 1877 auch verstorben.